# واشلف سکژشوسکی
واشلف سکژشوسکی (به لاتین: Wasilew Skrzeszewski) یک روستا در لهستان است که در گمینا رپکی واقع شده‌است.